# Неоміцин
Неоміцин  — природний антибіотик з групи аміноглікозидів І покоління. Через високу токсичність застосовується виключно місцево у складі крапель та мазей. Вироблення препарату передбачає використання продуктів життєдіяльності Streptomyces fradiae, однак значно вищий вихід антибіотика має Streptomyces marinensis (7,3 г/л). Уперше неоміцин був отриманий у 1949 році Зельманом Ваксманом та Лешевальє з культури грибка Streptomyces fradiae. На сьогодні в людей препарат не застосовують.

## Фармакологічні властивості
Неоміцин — природний антибіотик з групи аміноглікозидів І покоління широкого спектра дії. Через високу ото-, нефро- та нейротоксичність застосовується виключно місцево; пероральне або парентеральне застосування викликає глухоту, що зникає після припинення введення антибіотика. Препарат має бактерицидну дію, що зумовлена порушенням синтезу білків у бактеріальних клітинах. До неоміцину чутливі стафілококи; стрептококи; сальмонелли; шиґели; туберкульозна паличка; клебсієли; лістерії; лептоспіри; Borrelia; Escherichia coli; Proteus spp.; Bacillus anthracis; Corynebacterium diphtheriae. Нечутливими до неоміцину є анаеробні бактерії, віруси, грибки.

### Фармакокінетика
Неоміцин при пероральному прийомі всмоктується погано, біодоступність при прийомі всередину становить 3%. При нанесенні на великі по площі ділянки пошкодженої шкіри антибіотик абсорбується швидше. Максимальна концентрація препарату в крові досягається протягом 30-90 хвилин. Не створює високих концентрацій у більшості тканин та рідин організму. Неоміцин не проникає через гематоенцефалічний бар'єр. Препарат проникає через плацентарний бар'єр та виділяється в грудне молоко. Неоміцин не метаболізується в організмі, виділяється з організму переважно нирками у незміненому вигляді, частково — з калом. Період напіввиведення препарату становить 2-4 години, при нирковій недостатності цей час може збільшуватись.

## Показання до застосування
Неоміцин застосовується місцево при інфекційно-запальних захворюваннях шкіри, що викликані чутливими до антибіотика мікроорганізмами: фурункули; карбункули; абсцеси; сикоз; гідраденіт; пароніхія; контагіозне імпетиго; піодермія; інфікована екзема; інфіковані рани; інфіковані опіки та обмороження І-ІІ ступенів. Перорально препарат застосовують перед операціями для деконтамінації кишечника, а також при печінковій комі для пригнічення кишкової мікрофлори та зменшення синтезу аміаку.

## Побічна дія
При застосуванні неоміцину можливі наступні побічні ефекти:
- Алергічні реакції — нечасто висипання на шкірі, свербіж шкіри, контактний дерматит, фотодерматоз, гарячка, набряк Квінке.
- З боку травної системи — нечасто нудота, блювання, стоматит, гіперсалівація.
- З боку нервової системи — часто головний біль, сонливість, парестезії, судоми, нервово-м'язова блокада, ураження VIII пари черепно-мозкових нервів з імовірністю розвитку часткової або повної глухоти. При застосуванні неоміцину спостерігається дуже висока кохлеотоксичність, яка вища, чим в амікацину, гентаміцину та тобраміцину.[4] При парентеральному застосуванні неоміцин є найбільш ототоксичним антибіотиком.[2]
- З боку сечовидільної системи — часто олігурія, поліурія, ниркова недостатність. Згідно клінічних спостережень, неоміцин є найбільш нефротоксичним антибіотиком із групи аміноглікозидів.[2]
- З боку серцево-судинної системи — нечасто гіпотонія, гіпертензія.
- Зміни в лабораторних аналізах — можуть спостерігатися еозинофілія, лейкопенія, анемія, гранулоцитопенія, ретикулоцитопенія, тромбоцитопенія, гіпокальціємія, гіпокаліємія, гіпомагніємія, гіпонатріємія, підвищення рівня креатиніну і сечовини в крові, протеїнурія, підвищення рівня білірубіну в крові, підвищення активності амінотрансфераз.

Окрім зазначених явищ при системному застосуванні неоміцину, цей антибіотик може викликати системні побічні ефекти при місцевому застосуванні із значною площею ураження через всмоктування з поверхні рани.

## Протипокази
Неоміцин протипоказаний при підвищеній чутливості до аміноглікозидів, вагітності, годуванні грудьми, дитячому віці, при місцевому застосуванні — велика площа уражень шкіри.

## Форми випуску
Неоміцин випускався у вигляді таблеток по 0,1 та 0,25 г; і 0,5% та 2% мазі у тубах по 15 і 30 г. Препарат входить до складу мазі «Банеоцин», вушних крапель «Полідекса», мазі «Пімафукорт».

## Застосування у ветеринарії
Неоміцин застосовується у ветеринарії для лікування інфекцій травної системи у молодих сільськогосподарських тварин перорально. Для ветеринарного використання неоміцин випускається у вигляді порошку у пакетах або пластикових банках по 100, 200, 330, 500, 1000 та 5000 г.